# Thorneyburn
Thorneyburn var en civil parish fram till 1958 när den uppgick i civil parish Tarset och Falstone, i grevskapet Northumberland i England. Civil parish var belägen 24 km från Haltwhistle och hade 74 invånare år 1951.